# Ibráhím egyiptomi alkirály
Ibráhím (Kavála, 1789. március 4. – Kairó, 1848. november 10.) egyiptomi hadvezér, kijelölt trónörökös; élete végén, 1848-ban rövid ideig Egyiptom alkirálya.

## Élete
Muhammad Ali egyiptomi alkirálynak fogadott fia volt. Pályáját az arab vahhabiták és núbiai törzsek leigázásával kezdte meg 1819–1820-ban. Ezt követően európai mintára szervezte az egyiptomi hadsereget, amelynek élén 1825-ben a török szultán fölszólítására a felkelt görögök leigázására Moreában indult. El is foglalta a Peloponnészoszt és megadásra kényszerítette Miszolunghit (1826). Hadaiazonban görög földön olyan rettenetes pusztítást vittek véghez, hogy az angol és orosz kormány 1827-ben a portánál Ibráhím távozását kierőszakolták. Nemsokára Ibráhím – francia segítségben bízva – a szultán ellen fordította győztes fegyvereit: 1831-ben leigázta Szíria nagy részét és 1832. május 25-én St. Jean d'acre-t is rohammal vette be. Miután 1832. december 20-án konia közelében újra vereséget mért a szultán hadaira, ez Szíriát és a Szentföldet Muhmmad Alinak engedte át, aki így egy hatalmas egyiptomi–elő-ázsiai birodalomnak birtokába került.
Mivel az egyiptomi kormány és helytartóként maga Ibráhím is annyira zaklatta Szíria lakóit, hogy ezek 1834-ben fegyvert fogtak. Ezt a felkelést Ibráhím ugyan vaskézzel leverte, de az 1838-ban a törökökkel kitört újabb háború folyamán Nisibis mellett 1839. június 24-én kivívott siker dacára, kudarc érte az egyiptomiakat,  ezért az angol, orosz és osztrák hajóhad elől Szíriából távozni kényszerültek. Miután Muhammad Ali alkirály Szíriáról formaszerűen lemondott, Ibráhím is visszatért Egyiptomba, ahol egy ideig birtokain élt. Később Muhammad Ali a portával kötött titkos szerződésben őt fiául és utódául fogadta. Ettől kezdve az udvarban élt és 1848-ban nyilvánosan is kezdett szerepelni, mint a porta által elismert trónörökös. Néhány hónappal később azonban meghalt, a trón pedig, Ibráhím gyermekeinek mellőzésével. Muhammad Ali unokájára, Abbász pasára szállott. Idővel azonban Ibráhím egyik fia, Iszmáíl egyiptomi alkirály, mégis alkirály lett.